# Hypnales
Hypnales W.R.Buck & Vitt, 1986 è un ordine di muschi della classe Bryopsida.

## Tassonomia
Con oltre 4.000 specie, è il più grande ordine di muschi esistente.
L'ordine comprende le seguenti famiglie:
- Rutenbergiaceae M.Fleisch., 1908
- Trachylomataceae W.R.Buck & Vitt, 1986
- Rhizofabroniaceae Huttunen, Ignatov, D.Quandt & Hedenäs, 2013
- Fontinalaceae Schimp., 1856
- Climaciaceae Kindb., 1897
- Amblystegiaceae Kindb., 1885
- Scorpidiaceae Ignatov & Ignatova, 2004
- Calliergonaceae Vanderp., 2002
- Helodiaceae Ochyra, 1989
- Leskeaceae Schimp., 1856
- Pseudoleskeellaceae Ignatov & Ignatova, 2004
- Thuidiaceae Schimp., 1860
- Regmatodontaceae Broth., 1908
- Hydropogonellaceae B.H.Allen, 2018
- Stereophyllaceae W.R.Buck & Ireland, 1985
- Brachytheciaceae Schimp., 1876
- Meteoriaceae Kindb., 1897
- Myriniaceae Schimp., 1876
- Fabroniaceae Schimp., 1856
- Stereodontaceae Hedenäs, Schlesak & D.Quandt, 2018
- Callicladiaceae Jan Kučera & Ignatov, 2019
- Pylaisiaceae Schimp., 1860
- Taxiphyllaceae Ignatov, 2012
- Hypnaceae Schimp., 1856
- Catagoniaceae W.R.Buck & Ireland, 1985
- Pterigynandraceae Schimp., 1876
- Hylocomiaceae M.Fleisch., 1920
- Rhytidiaceae Broth., 1925
- Symphyodontaceae M.Fleisch., 1923
- Habrodontaceae Schimp., 1860
- Plagiotheciaceae M.Fleisch., 1912
- Entodontaceae Kindb., 1897
- Jocheniaceae Jan Kučera & Ignatov, 2019
- Pylaisiadelphaceae Goffinet & W.R.Buck, 2004
- Sematophyllaceae Broth., 1905
- Cryphaeaceae Schimp., 1856
- Prionodontaceae Broth., 1905
- Leucodontaceae Schimp., 1856
- Antitrichiaceae Ignatov & Ignatova, 2004
- Pterobryaceae Kindb., 1897. (Kindberg 1896)
- Phyllogoniaceae Kindb., 1898
- Lepyrodontaceae Broth., 1906
- Neckeraceae Schimp., 1856
- Orthostichellaceae Enroth et al., 2019
- Echinodiaceae Broth., 1909
- Heterocladiellaceae Ignatov & Fedosov, 2019
- Acrocladiaceae Tangney, D.Quandt, Huttunen & M.Stech, 2010
- Lembophyllaceae Broth., 1906
- Myuriaceae Broth. ex M.Fleisch., 1923
- Anomodontaceae Kindb., 1897
- Miyabeaceae Enroth, S.Olsson, Buchb., Hedenäs, Huttunen & D.Quandt, 2009
- Theliaceae M.Fleisch., 1922
- Microtheciellaceae H.A.Mill. & A.J.Harr., 1977